# هانس توپی
هانس تُوپی (به آلمانی: Hans Tuppy)، یک زیست‌شیمی‌شناس اهل اتریش است که در توالی انسولین شرکت کرده و نخستین استاد دانشگاه اتریش در زیست‌شیمی شد. او وزیر علوم و تحقیقات اتریش در سال‌های ۱۹۸۷ تا ۱۹۸۹ بوده‌است.